# Adonis annua
Adonis annua, llamada comúnmente gota de sangre u ojo de perdiz, es una planta anual herbácea de la familia de las ranunculáceas, utilizada en jardinería por su vistosa flor de color rojo.

## Descripción
Es una hierba anual que mide entre 10 y 70 cm de altura. Es muy variable en cuanto a la pubescencia,  y se pueden encontrar desde muy pubescente incluido el tallo hasta  glabra. Las hojas son plumosas, y pueden o no presentar pubescencia; se van dividiendo desde el tallo en segmentos lineales. 
El fruto se presenta poliaquenio sobre un receptáculo alargado. Aquenio con el borde superior (adaxial) recto o poco curvado de unos 5 mm giba o diente generalmente estrechado en la parte basal, donde se une con el eje de la infrurescencia. Con 5 hasta 8  pétalos de forma oval de un rojo intenso casi escarlata. El androceo con numerosos estambres con las anteras negro-violáceo, el conectivo y las tecas amarillas por el polen.

Las flores alcanzan los 4 cm de diámetro (más en las variedades cultivadas para uso comercial), son terminales (se halla en el extremo del tallo), solitarias, actinomorfas y hermafroditas. Sépalos con 5 piezas, también de pubescencia variable desde glabra a tenerlos incluso de mucha mayor longitud que el de las hojas y tallo.

Florece entre febrero y junio.

## Distribución y hábitat
Es posible que proceda de Oriente Medio. 
Habita entre los 350-1000 m y común en cultivos, barbechos y bordes de caminos, con preferencias basófilo (sobre suelo básico) 
Se distribuye por Europa, Asia y el norte de África. Casi en la totalidad de la península ibérica, excepto en el noroeste. En Baleares se encuentra dispersa.

## Taxonomía
Basónimo
Adonis annua, fue descrita  por Carlos Linneo y publicado en Species Plantarum , 1: 547, en el año 1753.
Citología
Número de cromosomas de Adonis annua (Fam. Ranunculaceae) y táxones infraespecíficos: 
2n = 32
Etimología
annua: epíteto latino que significa "anual".

## Nombre común
Adonis, adonis de otoño, adonis negro, flor de Adonis encendida, gota de sangre, ojo de perdiz, pajote, prado de Murcia, ranículo, ranúnculo, renículo, salta-ojos.

#### Sinonimia
| - Adonis abortiva Hausskn. - Adonis annua var. atrorubens L. - Adonis annua subsp. baetica (Coss.) Nyman - Adonis annua subsp. castellana (Pau) C.Steinb. - Adonis annua var. castellana (Pau) W.T.Wang - Adonis atrorubens (L.) Dalla Torre & Sarnth. - Adonis autumnalis L. | - Adonis baetica Coss. - Adonis castellanaPau - Adonis erosipetalaStokes - Adonis perramosaSchur - Adonis phoenicea (L.)Bercht. & J.Presl - Adonis presliiTod. ex Nyman - Cosmarium autumnaleDulac |

## Usos
Se usa principalmente en jardinería por su resistencia y floración muy temprana. 
Sus flores son ricas en un carotenoide muy apreciado comercialmente, astaxantina, que se emplea como pigmento en piscicultura de salmonideos.[cita requerida]
Es venenosa para el ganado.[cita requerida]